# سیدلر، سالیان
سیدلر (به ترکی آذربایجانی: Seyidlər) منطقه مسکونی در جمهوری آذربایجان است که در شهرستان سالیان واقع شده‌است. سیدلر ۵۳۷ نفر جمعیت دارد.